# Torto
Der Fluss Torto ist ein Wasserlauf auf Sizilien. Er hat eine Länge von 58 km.
Von seiner Quelle auf dem Berg Serra Tignino (1.000 Meter) fließt er an den Orten Roccapalumba, Caccamo, und Sciara vorbei und mündet östlich von Termini Imerese ins Tyrrhenische Meer.
Der Torto trocknet in den heißen Sommermonaten aus, wenn das Regenwasser ausbleibt.